# Diocesi di Bitilio
La diocesi di Bitilio (in latino Dioecesis Bityliensis) è una sede soppressa del patriarcato di Gerusalemme e una sede titolare della Chiesa cattolica.

## Storia
Bitilio, corrispondente alla città di Beit Lahia nei territori della Palestina (striscia di Gaza), è un'antica sede vescovile della provincia romana della Palestina Prima nella diocesi civile d'Oriente. Faceva parte del patriarcato di Gerusalemme ed era suffraganea dell'arcidiocesi di Cesarea.
Originario di Bitilio (o Bethelia) era lo storico greco Sozomeno (prima metà del V secolo), secondo il quale i suoi nonni furono tra i primi cristiani della città. Dai suoi scritti si deduce che Aiace sia stato il primo vescovo di Bitilio. Segue san Teognio, la cui vita fu scritta dall'anacoreta Paolo Elladio a Elusa. Ultimo vescovo noto è Manuele, che presenziò al sinodo di Gerusalemme del 536, dove furono presenti i vescovi delle tre Palestine.
Dal 1929 Bitilio è annoverata tra le sedi vescovili titolari della Chiesa cattolica; la sede è vacante dal 9 novembre 1981.

## Cronotassi

### Vescovi greci
- Aiace † (IV secolo)
- San Teognio † (dopo il 494 - 8 febbraio 522 deceduto)
- Manuele † (menzionato nel 536)

### Vescovi titolari
- Alexandre-Paul-Marie Chabanon, M.E.P. † (3 luglio 1930 - 4 giugno 1936 deceduto)
- Alfredo Viola † (25 luglio 1936 - 29 maggio 1940 succeduto vescovo di Salto)
- Jean-Marie Vittoz † (9 novembre 1940 - 9 maggio 1963 deceduto)
- Jan Zaręba † (25 giugno 1963 - 20 ottobre 1969 nominato vescovo di Włocławek)
- Alberto Giglioli † (24 aprile 1970 - 7 ottobre 1975 nominato vescovo di Montepulciano e di Chiusi e Pienza)
- Marcelo Pinto Carvalheria † (29 ottobre 1975 - 9 novembre 1981 nominato vescovo di Guarabira)